# Wereldkampioenschap X-trial 2013

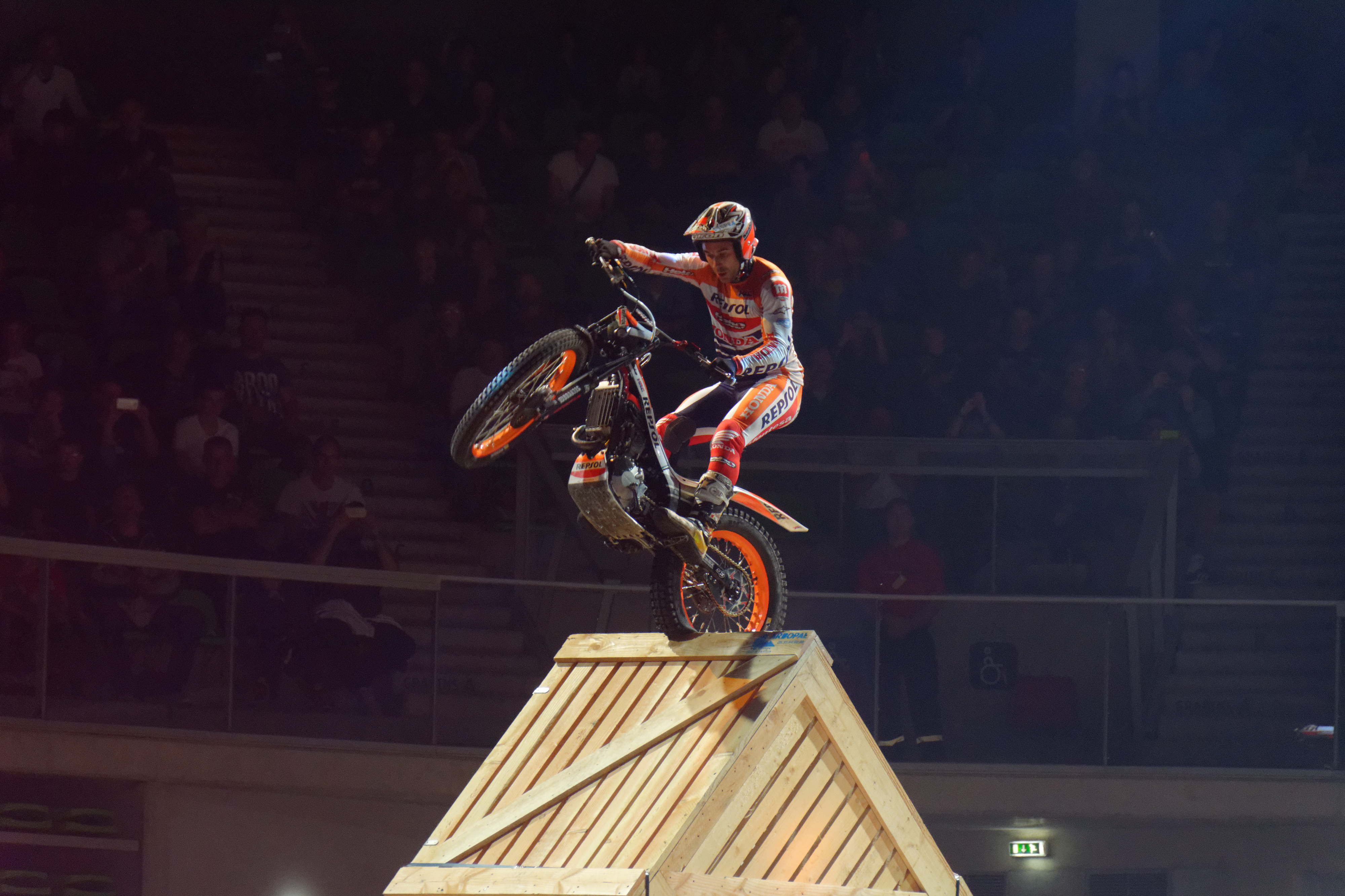
Zevenvoudigvoudig wereldkampioen Toni Bou

Het FIM Wereldkampioenschap X-trial 2013 werd tussen 5 januari en 12 april van dat jaar gereden.
De rijders kwamen in 5 wedstrijden uit: in Groot-Brittannië, Frankrijk, Duitsland en tweemaal in Spanje. De Spanjaard Toni Bou (HRC Montesa) won alle vijf wedstrijden en prolongeerde daarmee zijn titel voor de zesde keer. Zijn landgenoten Albert Cabestany (Sherco), Adam Raga (GasGas) en Jeroni Fajardo (Beta) en de Japanner Takahisa Fujinami (Montesa) verdeelden de overige podiumplaatsen gedurende het seizoen. Alle podiumplaatsen in de einduitslag werden uiteindelijk door Spanjaarden ingenomen.

## Eindklassement
| Nr. | Naam                        | Sheffield | Barcelona | Málaga | Bielefeld | Marseille | Totaal |
| --- | --------------------------- | --------- | --------- | ------ | --------- | --------- | ------ |
| 1   | Toni Bou (Montesa)          | 20        | 20        | 20     | 20        | 20        | 100    |
| 2   | Adam Raga (GasGas)          | 4         | 15        | 9      | 15        | 15        | 58     |
| 3   | Albert Cabestany (Sherco)   | 15        | 6         | 15     | 6         | 9         | 51     |
| 4   | Jeroni Fajardo (Beta)       | 12        | 9         | 6      | 12        | 12        | 51     |
| 5   | Takahisa Fujinami (Montesa) | 5         | 12        | 12     | 5         | 5         | 39     |
| 6   | Mateo Grattarola (GasGas)   | 1         | 3         | 5      | 4         | 6         | 19     |
| 7   | James Dabill (Beta)         | 9         | -         | -      | 9         | -         | 18     |
| 8   | Alexandre Ferrer (Sherco)   | 6         | 4         | 1      | 3         | 3         | 17     |
| 9   | Jack Challoner (Beta)       | 2         | 5         | 2      | 2         | 4         | 15     |
| 10  | Francesc Moret (GasGas)     | -         | -         | 4      | -         | -         | 4      |
| 11  | Pere Borrellas (GasGas)     | -         | -         | 3      | -         | -         | 3      |
| 12  | Michael Brown (GasGas)      | 3         | -         | -      | -         | -         | 3      |